# Allomyella crinipes
Allomyella crinipes är en tvåvingeart som först beskrevs av Ringdahl 1928.  Allomyella crinipes ingår i släktet Allomyella och familjen kolvflugor. Arten är reproducerande i Sverige. Inga underarter finns listade i Catalogue of Life.